# Пауль Ебер
Пауль Ебер (нім. Paul Eber. 1511 — 1569) — німецький протестантський богослов, ректор Віттенберзького університету.

## Біографія
Пауль Ебер народився 8 листопада 1511 в баварському містечку Кітцінген . Батько був бідним кравцем. Помітивши видатні здібності сина, послав його до школи в Ансбах. Подальші його заняття йшли під керівництвом Йоахіма Камерарії Старшого в Нюрнберзі.
У 1532 Ебер приїхав до Віттенберга, де подружився з Мартіном Лютером і Філіпом Меланхтоном. Обіймав у Віттенберзькому університеті посади професора латинської граматики та богослов'я, декана філософського факультету та ректора.
У 1559 — був призначений суперінтендентом саксонського курфюрства. Після смерті Меланхтона він був визнаним головою лютеран. Йому доводилося виступати як проти католиків, так і проти крайніх протестантів. У своєму вченні Пауль Ебер намагався зайняти щось середнє між Лютером і Жаном Кальвіном — твердо встановлюючи основні догмати протестантизму, подробиці системи надавав вільному сумлінню кожного вірянина 
Останніми роками, разом з Георгом Майєром, був зайнятий перекладом Біблії латинською мовою для курфюрста саксонського Августа. Вони поклали в основу лютерівський переклад і відповідно до нього змінювали текст Вульгати.
Помер 10 грудня 1569 року в місті Віттенберг.

## Відомі твори
Його твори зібрані у VIII томі колекції «Leben und ausgewählte Schriften der Väter und Begründer der reformirten Kirche».
Найбільш відомі праці Ебера : 
- «Historia populi Judaici a reditu ex Babylonico exilio usque ad ultimum excidium Jerosolymae etc.» (Віттенберг, 1548);
- «De vita et scriptis C. Plinii etc.» (Віттенберг, 1556);
- «Pia et in verbo Dei fundata assertio, declaratio et confessio de sacratissima Coena Domini nostri Jesu Christi» (1562-1563).

Він написав також 6 релігійних гімнів. 